# Frema Opare
Akosua Frema Osei-Opare (sinh ngày 5 tháng 6 năm 1947) là một chuyên gia phát triển, học giả, nhà kinh tế và chính trị gia người Ghana. Bà là thành viên của Đảng Yêu nước Mới (NPP). Akosua Frema Osei-Opare là một chuyên gia về lao động tuyển dụng và tư vấn phát triển với hơn 40 năm kinh nghiệm. Bà từng là đại diện cho khu vực Ayawaso West Wuogon tại Quốc hội Ghana. Frema Opare cũng là nữ Tham mưu trưởng đầu tiên của Ghana từ ngày 7 tháng 1 năm 2017 đến ngày 6 tháng 1 năm 2025 dưới sự lãnh đạo của chủ tịch Nana Akufo-Addo.